# San Marinos Grand Prix 1984
San Marinos Grand Prix 1984 var det fjärde av 16 lopp ingående i formel 1-VM 1984.

## Resultat
1. Alain Prost, McLaren-TAG, 9 poäng
2. René Arnoux, Ferrari, 6
3. Elio de Angelis, Lotus-Renault (varv 59, bränslebrist), 4
4. Derek Warwick, Renault, 3
5. Thierry Boutsen, Arrows-Ford, 2
6. Andrea de Cesaris, Ligier-Renault (58, bränslebrist), 1
7. Eddie Cheever, Alfa Romeo (58, bränslebrist)
8. Mauro Baldi, Spirit-Hart
9. Jonathan Palmer, RAM-Hart

### Förare som bröt loppet
- Philippe Alliot, RAM-Hart (varv 53, turbo)
- Johnny Cecotto, Toleman-Hart (52, för få varv)
- Nelson Piquet, Brabham-BMW (48, turbo)
- Teo Fabi, Brabham-BMW (48, turbo)
- Jo Gartner, Osella-Alfa Romeo (46, motor)
- Marc Surer, Arrows-BMW (40, turbo)
- Manfred Winkelhock, ATS-BMW (31, turbo)
- Michele Alboreto, Ferrari (23, avgassystem)
- Niki Lauda, McLaren-TAG (15, motor)
- Jacques Laffite, Williams-Honda (11, motor)
- Riccardo Patrese, Alfa Romeo (6, elsystem)
- Nigel Mansell, Lotus-Renault (2, snurrade av)
- Keke Rosberg, Williams-Honda (2, elsystem)
- Patrick Tambay, Renault (0, kollision)
- Francois Hesnault, Ligier-Renault (0, kollision)

### Förare som diskvalificerades
- Stefan Bellof, Tyrrell-Ford (varv 59)
- Martin Brundle, Tyrrell-Ford (55)

### Förare som ej kvalificerade sig
- Piercarlo Ghinzani, Osella-Alfa Romeo
- Ayrton Senna, Toleman-Hart